# Misty Oldland
Misty Oldland, pseudonimo di Michele Oldland (5 febbraio 1966), è una cantautrice e produttrice discografica britannica.

## Biografia
Misty Oldland ha avviato la sua carriera nel duo Oldland Montano, separatosi a inizio anni 90. Nel 1994 ha pubblicato il suo album di debutto Supernatural, che ha trovato un buon successo in Europa, in particolar modo in Islanda. Nel medesimo periodo ha piazzato tre singoli nella Official Singles Chart: Got Me Feeling, A Fair Affair e I Wrote You a Song. In Francia invece ha trovato maggiore fortuna con A Fair Affair (Je t'aime), arrivata alla 20ª posizione della classifica dei singoli.

## Discografia

### Album in studio
- 1994 – Supernatural
- 1997 – Luminous
- 2006 – Forest Soul

### Singoli
- 1993 – Got Me a Feeling
- 1994 – A Fair Affair (Je t'aime)
- 1994 – I Wrote You a Song
- 1994 – Groove Eternity
- 2003 – Orange Box